# Història d'Israel
|  | Aquest article tracta sobre la història de l'estat d'Israel des de la seva fundació el 1948. Si cerqueu la història anterior de 1948, vegeu «història d'Israel i Palestina». |

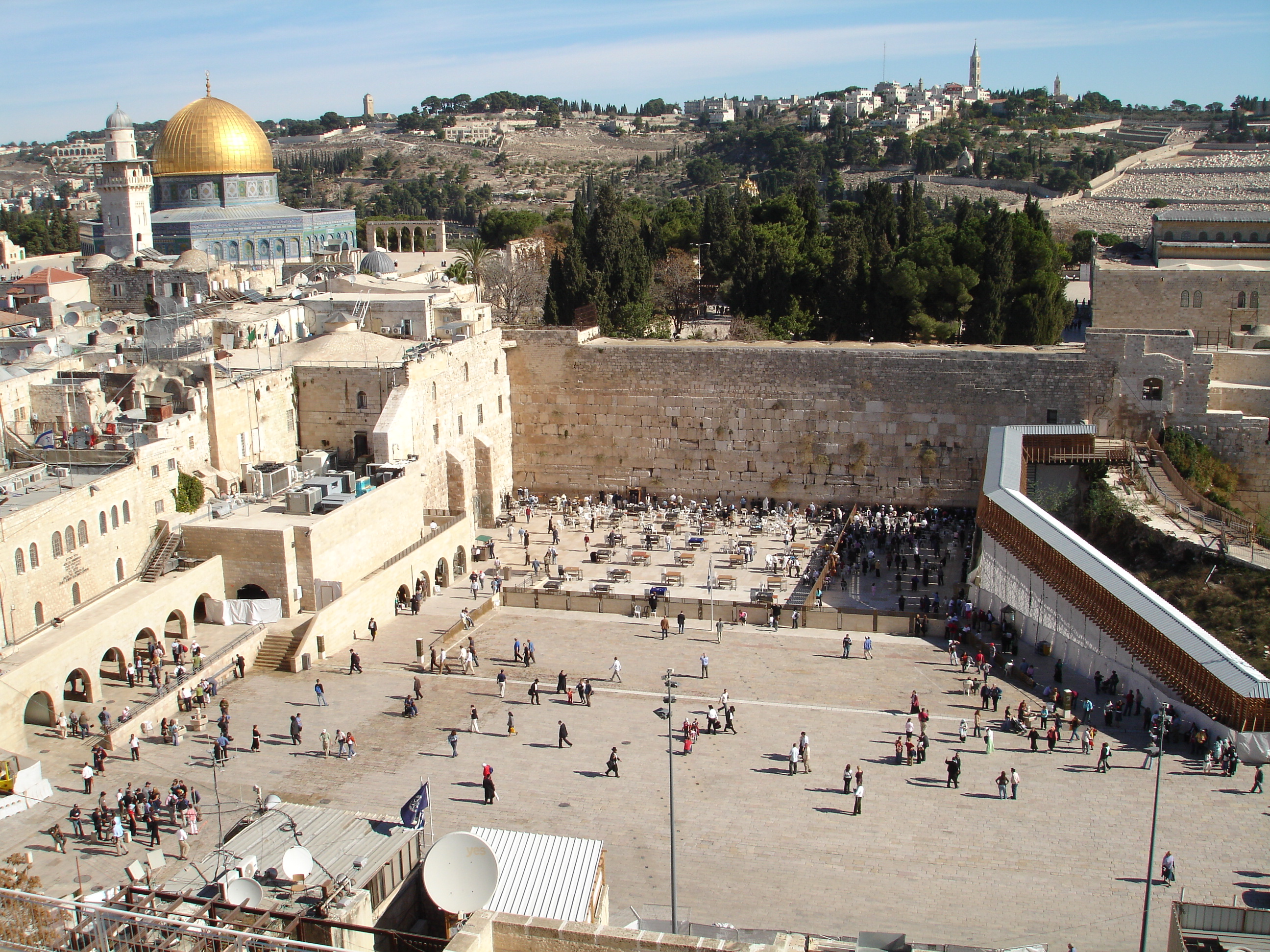
El Mur de les Lamentacions

La història d'Israel s'inicia amb la Declaració d'Independència d'Israel el 1948. Aquesta fita històrica es va aconseguir després de més de seixanta anys d'esforços polítics i diplomàtics pel moviment sionista dels jueus per establir una nació jueva sobirana a la terra que consideraven la seva pàtria, l'antiga terra d'Israel, també coneguda com a Palestina o Judea des dels temps romans.

## Abans de la fundació de l'estat d'Israel

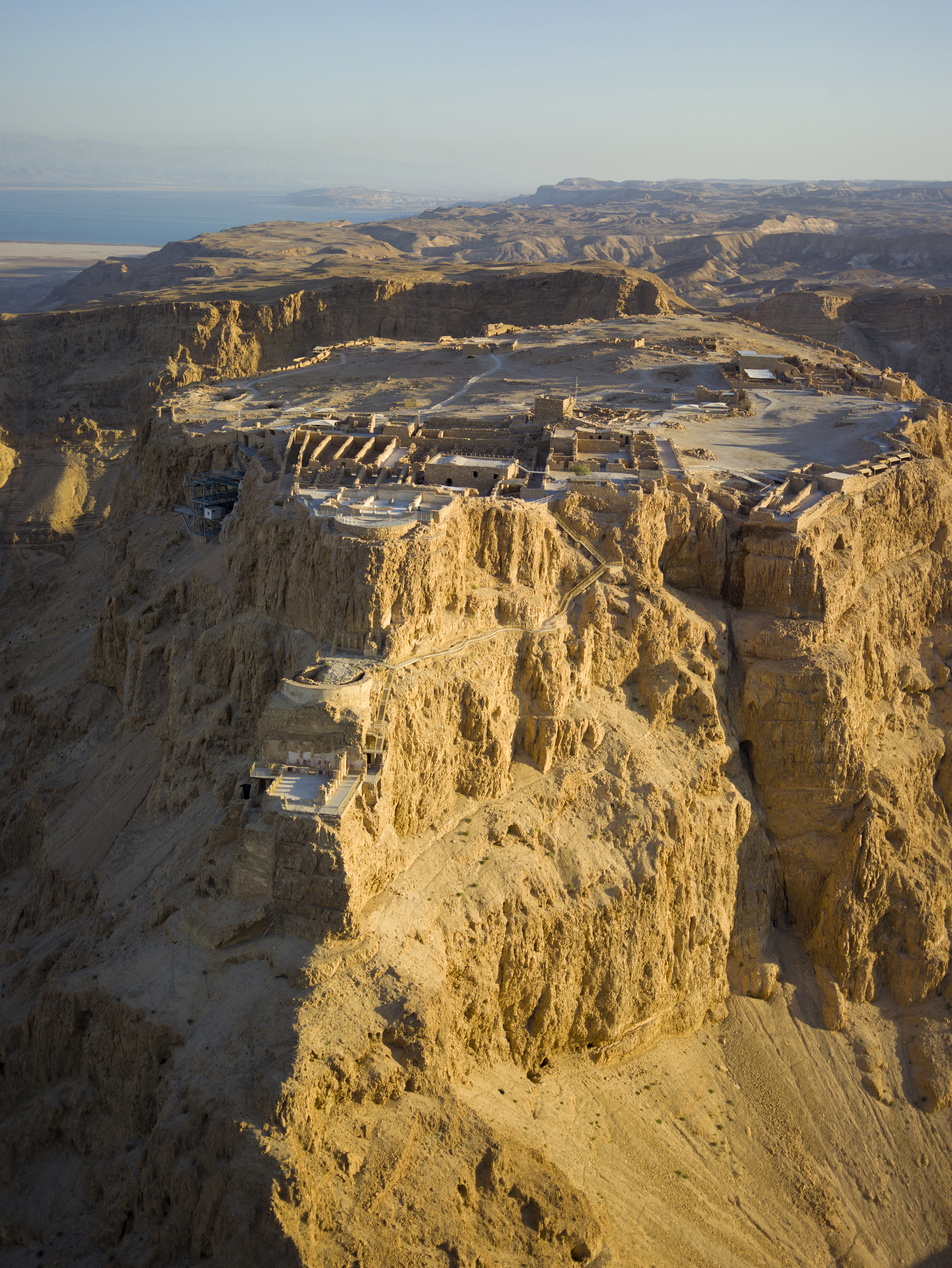
Massada

Segons el punt de vista tradicional, al voltant del segle xi aC, el primer d'una sèrie de regnes i estats israelites s'establiren al territori actual d'Israel, els quals governaren la regió, intermitentment, durant mil anys. Entre els temps dels regnes israelites i les conquestes musulmanes del segle vii, el territori fou conquerit pels assiris, els babilonis, els grecs, els romans, els sassànides i els romans d'Orient.
El 63 aC Pompeu acaba el regnat dels macabeus i Judea esdevé regne client de l'Imperi Romà. El 6 dC August deposa al rei Arquelau de Judea i s'estableix la província de Judea, una prefectura depenent del governador de la província romana de Síria. L'any 66 dC la població jueva es va rebel·lar contra l'Imperi Romà. Quatre anys més tard, el 4 d'agost de 70 dC les legions romanes sota Tit Flavi Sabí Vespasià van reconquerir i destruir gran part de Jerusalem i el Segon Temple. Galilea es va convertir en el nou centre de la vida jueva Israel durant diversos segles, i la presència jueva al territori disminuí després del fracàs de la revolta de Bar Kokhebà contra l'Imperi Romà el 132 dC i la subsegüent expulsió dels jueus a gran escala.
L'any 629 dC, l'emperador romà d'Orient Heracli dirigí una massacre i expulsió dels jueus, després de la qual la població jueva arribà al seu punt més baix. Tot i que la major part de la població jueva es concentrà a la regió de Galilea en comptes de Judea, la Mixnà i una part del Talmud, alguns dels texts religiosos més importants del judaisme, foren escrits durant aquest període. El territori fou remogut de l'Imperi Romà d'Orient prop del 636 dC durant les primeres conquestes musulmanes, amb les victòries àrabs a Ajnadain el 634 i a Yarmuk el 636. El 638, el califa Omar, construí una mesquita sobre les ruïnes del temple jueu, que havia estat destruït pels romans, i el 691, el novè califa, Abd al-Malik, construí la Cúpula de la Roca i la mesquita d'Al-Aqsa en el seu lloc. Després de la conquesta àrab, la majoria de la població fou arabitzada en cultura i llengua, i la majoria es convertí a l'islam. La regió fou controlada pels omeies, els abbàssides i els croats durant els sis segles següents, abans de passar les mans del soldanat de Mameluc el 1260. El 1516, el territori esdevingué part de l'Imperi Otomà, el qual governà la regió fins al segle xx.

## Palestina moderna i la migració jueva

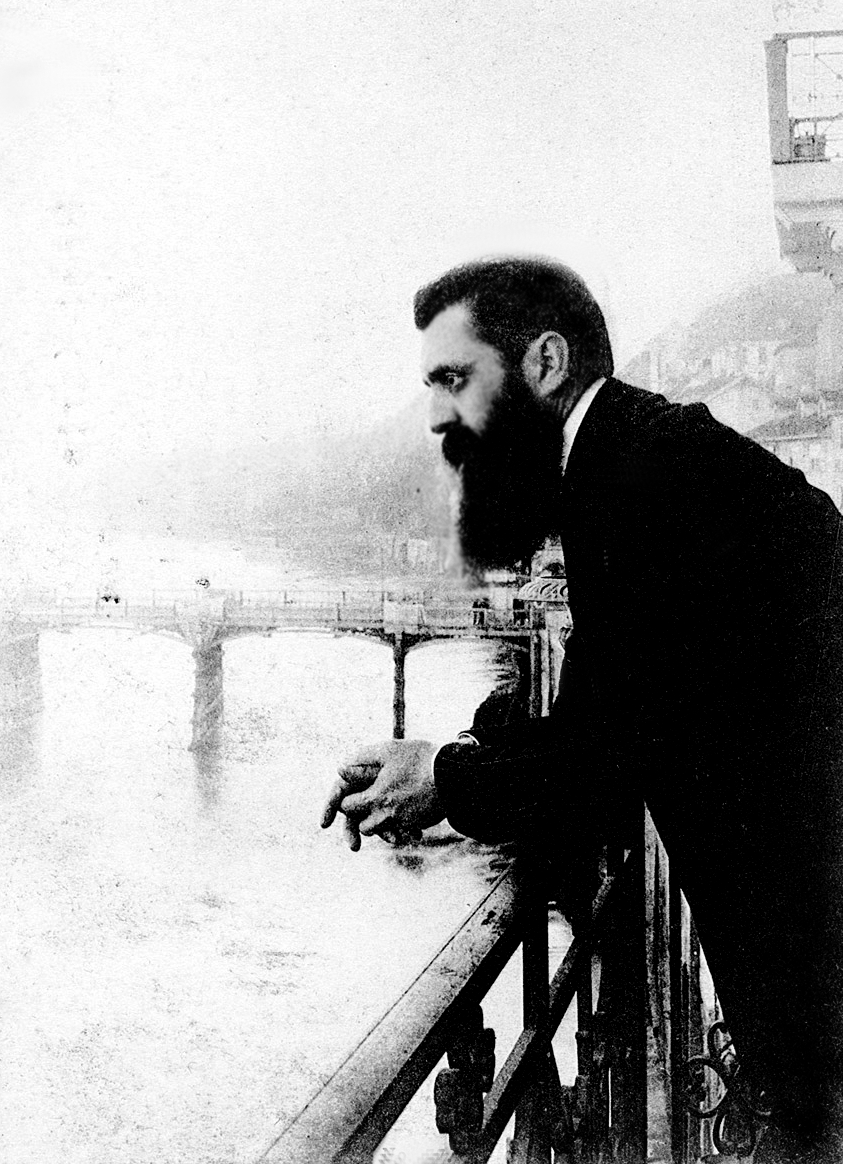
Theodor Herzl

Ibrahim Paixà d'Egipte, fill del virrei Muhammad Ali, qui, poc abans havia aconseguit l'autonomia d'Egipte dins la sobirania de l'Imperi Otomà, introduí a Palestina, el 1832, les escoles seculars i els drets civils per als cristians, jueus i musulmans a Palestina, però el poble es revoltà a causa dels impostos elevats i el servei militar obligatori. L'autoritat otomana tornà a imposar-se amb la intervenció de les forces europees que forçaren Ibrahim a retirar-se. El govern otomà havia estat forçat a atorgar a les potències europees alguns privilegis, per tal d'evitar la fallida econòmica; aquests privilegis incloïen l'entrada de cònsols no només a Jerusalem, sinó també a les costes de Gaza, Haifa i Jaffa, on promovien els béns europeus mitjançant els mercaders àrabs cristians. A més a més, també se'ls atorgà més control dels Llocs Sagrats de Jerusalem i es permeteren més assentaments europeus i l'adquisició de terres a Palestina. Tot i que pocs cristians s'hi establiren, a partir de la dècada de 1880, hi arribà un gran nombre de jueus.
La primera gran onada migratòria jueva moderna, coneguda com la Primera Aliyà (Hebrew: עלייה), començà el 1881, amb la fugida massiva dels jueus dels pogroms de l'Europa oriental. Tot i que teòricament ja existia el moviment sionista, Theodor Herzl és considerat el fundador del sionisme polític, un moviment que volia establir un Estat jueu al territori històric de Palestina, i posant la Qüestió Jueva dins el pla internacional. El 1896, publicà Der Judenstaat ("L'Estat Jueu"), oferint la seva visió d'un estat futur, i l'any següent presidí el primer Congrés Sionista Mundial.
La Segona Aliyà (1904-1914), començà després del pogrom de Kixiniov (Ara Chişinău). Prop de 40.000 jueus s'establiren a Palestina. La primera i la segona onada migratòria estava integrada principalment per jueus ortodoxos, però la segona aliyà també inclogué pioners socialistes que establiren el moviment dels quibuts. Durant la Primera Guerra Mundial, el secretari britànic d'afers exteriors Arthur Balfour publicà la Declaració Balfour de 1917 la qual veia "favorablement l'establiment a Palestina d'una llar nacional per al poble jueu". A petició d'Edwin Smauel Montagu i el Lord Curzon, s'afegí una línia establint que "s'entén clarament que res no es farà que perjudiqui els drets civils i religiosos de les comunitats no jueves de Palestina, o els drets i l'estatus polític dels jueus en cap altre país."

## El nacionalisme àrab, la migració jueva i la Primera Guerra Mundial
Els àrabs palestins començaren a desenvolupar idees nacionalistes relacionades amb el corrent de l'arabisme que establia que els àrabs eren un poble distint amb una història i relació els uns amb els altres basat en la seva llengua comuna, l'àrab. La revolució dels Joves Turcs el 1908 i l'expulsió del sultà Abdul-Hamid el 1909 incrementaren el nacionalisme dels turcs i els àrabs, sovint en conflicte. El Congrés Àrab demanà un "govern descentralitzat per a les províncies àrabs i el reconeixement de l'àrab com a llengua oficial". Els turcs, després de la Primera Guerra Mundial reaccionaren amb violència en contra de les manifestacions del nacionalisme àrab.
L'Imperi Otomà entrà a la Primera Guerra Mundial al costat d'Alemanya i Àustria-Hongria el 1914, la qual cosa provocà l'aproprament entre Regne Unit i els àrabs i els sionistes, ja que en encoratjar el nacionalisme antiotomà debilitava el seu enemic. Per una banda, els àrabs palestins argumentaven que en la carta entre Sir Herny McMachon, l'alt commisionat britànic a Egipte i Hussen ibn Ali, l'emir de Mecca, els britànics havien promès la independència de Palestina. Per altra banda, Arthur Balfour, el secretari britànic d'afers exteriors, en una altra carta dirigida al Lord Lionel Walter Rothschild expressà el seu desig per l'establiment d'una llar nacional per al poble jueu a Palestina, en allò que es coneix com la Declaració Balfour de 1917. Tanmateix, el Regne Unit, França i Rússia havien planejat, en els Acords Sykes-Picot, el futur del territori. El 20 de març de 1920, els delegats palestins rebutjaren la Declaració de Balfour el Congrés general siri, però l'abril del 1920, en una conferència de pau a San Remo, Itàlia, els aliats dividiren els territoris: Síria i el Líban serien administrats per França i Palestina pel Regne Unit.
El 1922, la Lliga de Nacions atorgà al Regne Unit el mandat britànic de Palestina sota els termes similars als de la Declaració de Balfour. La població del territori era predominantment àrab musulmana, mentre que l'àrea urbana més gran de la regió, Jerusalem, era predominantment jueva. La tercera i la quarta aliyà (1924-1929) portaren 100.000 jueus a Palestina, però des de 1921, els britànics imposaren límits a la immigració jueva.
El sorgiment del nazisme la dècada de 1930, produí la cinquena aliyà, amb un influx d'un quart de milió de jueus i provocà la revolta àrab de 1936-1939 i els britànics posaren un límit a la immigració en el Paper Blanc de 1939. Ja que molts països del món rebutjaren l'entrada de refugiats de l'Holocaust, s'organitzà un moviment clandestí conegut com el Aliyà Bet per portar jueus a Palestina. Després de la Segona Guerra Mundial els jueus representaven el 33% de la població palestina.

## Segona Guerra Mundial i independència d'Israel
Durant la Segona Guerra Mundial, els jueus foren perseguits i assassinats en un pla sistemàtic dels nazis. Als territoris ocupats pels nazis, els jueus eren transferits a guetos i eventualment als camps de concentració, on moriren entre 5,6 i 5,9 milions de jueus en la xoà. Una conferència sionista a Nova York el maig de 1942, establí el Programa de Biltmore, el qual rebutjava les restriccions britàniques a la immigració jueva i demanava el compliment de la Declaració de Balfour. Tot i així, les restriccions britàniques continuaren i s'intensificaren els anys posteriors a la fi de la guerra, per la qual cosa, la comunitat jueva instituí una xarxa d'immigració il·legal.
Després de la guerra, el govern britànic provà de negociar una solució, però, el 1947, declarà que no podia aconseguir cap solució acceptable tant per als àrabs com per als jueus, i renuncià al mandat de Palestina. La nova Organització de les Nacions Unides aprovà amb una majoria de dos-terços el Pla de Partició de l'ONU, en la Resolució 181 de l'Assemblea General, el 29 de novembre de 1947, dividint el territori en dos estats: un d'àrab i un de jueu. Jerusalem seria designada com a ciutat internacional — un corpus separatum — administrat per l'ONU per prevenir els conflictes sobre el seu estatus. La comunitat jueva acceptà el pla, però la Lliga Àrab l'Alt Comitè Àrab el rebutjaren. L'1 de desembre de 1947, l'Alt Comitè Àrab proclamà una vaga de tres dies i la violència esclatà al territori.
El 14 de maig de 1948, el dia anterior a la fi del Mandat Britànic, l'Agència Jueva proclamà la independència i anomenà el país "Israel", segons el pla de partició de l'ONU. L'endemà, els exèrcits de cinc països àrabs—Egipte, Síria, Jordània, el Líban i l'Iraq—envaïren Israel, segons el pla del comand militar àrab d'abril. Tanmateix, atesa la divisió entre els governants àrabs mateixos, que sospitaven que el rei Abd Allah ibn Husayn de Transjordània volia dominar Palestina, les forces israelianes pogueren repel·lir els exèrcits invasors i aconseguiren guanys territorials que expandien llurs fronteres més enllà dels límits del pla de partició original. Des del començament del conflicte, els atacs sionistes havien produït un èxode de la població palestina; en total, per a l'armistici de 1949, i a conseqüència de la guerra, més de 700.000 palestins havien fugit a les àrees àrabs de Palestina o als altres estats àrabs,
i des d'aleshores la xifra de refugiats palestins ha arribat als 4.255.120, repartits entre els camps de refugiats de Judea i Samària (687.542), Gaza (961.645), el Líban (400.582), Síria (424.650), Jordània (953,012) i altres països, segons dades de l'ONU. Al final de la guerra, la Legió Àrab de Transjordània prengué el control del centre de Palestina, segons un pla que havien negociat el rei de Transjordània i els líders israelians. Els acords d'armistici entre tots cinc països—Israel, Transjordània, Egipte, el Líban i Síria—foren negociats sota els auspicis de l'ONU el 1949. Transjordània annexà Jerusalem Est (la ciutat vella) i Palestina central—el territori de Cisjordània—i Egipte mantingué el control de la Franja de Gaza. Israel, per altra banda, a més del 56% de Palestina que l'havia estat donada segons el pla de partició de l'ONU, mantingué el control de les àrees addicionals de Galilea i altres regions del nord, centre i sud del país, així com la Nova Ciutat de Jerusalem. Israel fou admès com a membre de les Nacions Unides l'11 de maig de 1949. El futur dels refugiats palestins encara és tema contenciós en el conflicte araboisraelià.
Durant els primers anys de l'estat, el moviment sionista laboral, encapçalat del primer ministre David Ben-Gurion dominà la política israeliana. Aquests anys foren marcats per la immigració massiva dels sobrevivents jueus de l'Holocaust i dels que fugien de la repressió dels països àrabs. La població d'Israel cresqué de 800.000 el 1948 a 2 milions el 1958. La majoria arribaren com a refugiats sense possessions i foren albergats en camps temporals coneguts com a mabarot. Per al 1952, més de 200.000 immigrants vivien en aquestes ciutats de tendes. La necessitat de resoldre la crisi forçà Ben-Gurion a signar un Acord de Reparacions amb Alemanya que provocà protestes massives de jueus molests per la idea de "fer negocis" amb Alemanya.
El 1956, Israel s'uní a una aliança secreta amb el Regne Unit i França amb la intenció de recuperar el canal de Suez que els egipcis havien nacionalitzat. Tot i capturar la península del Sinaí, Israel fou forçat a retirar-se atesa la pressió dels Estats Units i la Unió Soviètica a canvi de drets de navegació al mar Roig i el Canal.

## Des de la Guerra dels Sis Dies

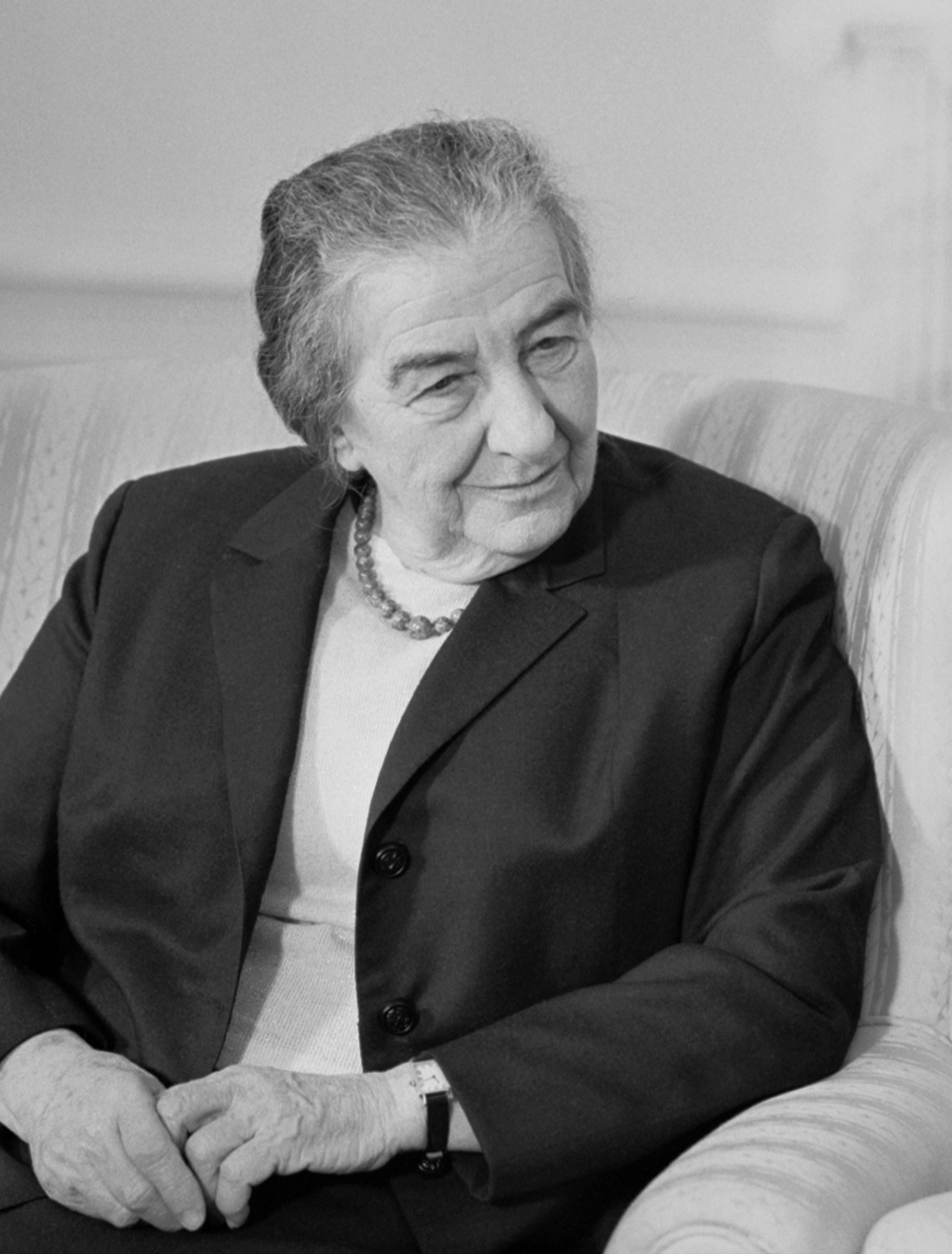
Primer ministre Golda Meïr

Els nacionalistes àrabs, encapçalats per Gamal Abdel Nasser refusaren reconèixer Israel o el seu dret a existir, demanant la seva destrucció. El 1967, Egipte, Síria i Jordània reuniren tropes a prop de les fronteres israelianes, expulsaren les forces d'emergència de les Nacions Unides i bloquejaren l'accés d'Israel al mar Roig. Israel considerà aquestes accions com a casus belli per a un atac preventiu que donaria inici a la Guerra dels Sis Dies, en la qual, Israel aconseguí una victòria decisiva capturant els territoris de Cisjordània, la Banda de Gaza, la península del Sinaí i els Alts de Golan. La Línia Verda es convertí en la frontera administrativa entre Israel i els territoris ocupats. Les fronteres de Jerusalem foren canviades incorporant-hi Jerusalem Est. La Llei de Jerusalem, aprovada el 1980, reafirmà aquesta decisió, causa de conflicte internacional sobre l'estatus de Jerusalem.
Després de la guerra de 1967 sorgiren sectors no governamentals àrabs en el conflicte, entre els quals, l'Organització per a l'Alliberament de Palestina compromès a la "lluita armada com l'única manera d'alliberar la pàtria." A finals de la dècada de 1960 i els principis de la dècada de 1970, grups palestins iniciaren una onada d'atacs, contra blans israelians per tot el món, incloent-hi la massacre de Múnic en els Jocs Olímpics d'estiu de 1972. Israel respongué amb l'Operació Ira de Déu, en què els responsables per la Massacre de Múnic foren rastrejats i assassinats. De 1969 a 1970, Israel i Egipte lluitaren en la Guerra de Desgast.
El 6 d'octubre de 1973, per Yom Kippur, el dia més sant del calendari jueu, els exèrcits egipci i siri llençaren un atac sorpresa contra Israel. La guerra acabà el 26 d'octubre amb la victòria d'Israel, però amb grans pèrdues. Una investigació interna exonerà el govern de la responsabilitat de la guerra, però el primer ministre Golda Meïr renuncià.
Les eleccions legislatives de 1977 foren un punt significatiu en la història política d'Israel quan el Likkud prengué el control del Partit Laboral. Més tard el mateix any, el president egipci Anwar El Sadat viatjà a Israel i pronuncià un discurs davant la Kenésset en allò que és considerat el primer reconeixement d'Israel per part d'un cap d'estat àrab. Israel es retirà de la península del Sinaí, retornant-la a Egipte, i acordà entrar en negociacions per atorgar autonomia als palestins a l'altre costat de la Línia Verda, un pla que mai no s'implementà. El govern de Menachem Begin encoratjà els israelians a assentar-se a Cisjordània, la qual cosa provocà fricció amb els palestins d'aquelles àrees.

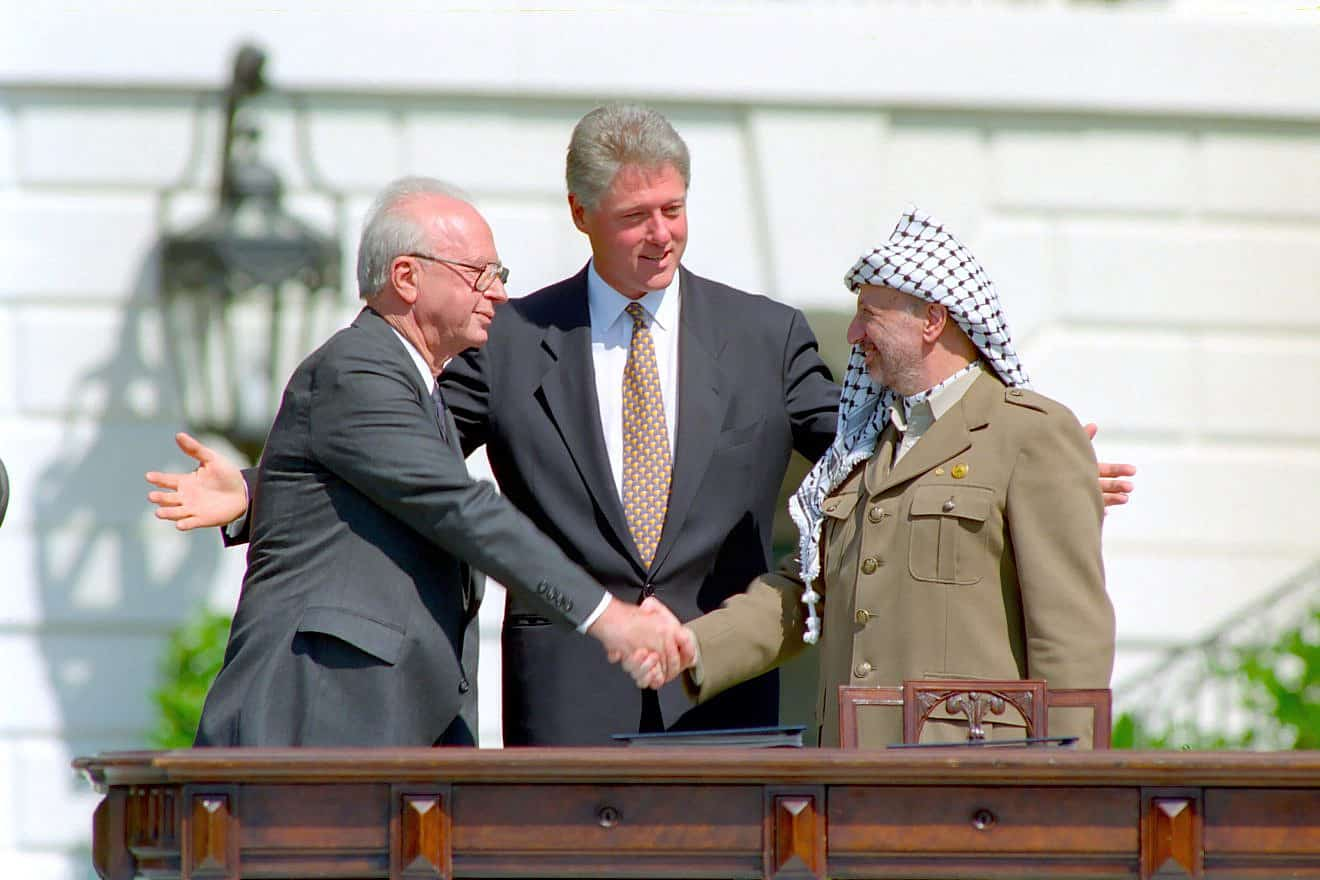
Isaac Rabin, Yasser Arafat i Bill Clinton en la signatura dels Acords d'Oslo, el 13 de setembre de 1993

El 7 de juny de 1981, Israel bombardejà el reactor nuclear Osirak a Iraq, en l'Operació Opera, deshabilitant-la. La intel·ligència israeliana sospitava que Iraq planejava utilitzar-la per desenvolupar armes nuclears. El 1982, Israel intervingué en la Guerra Civil Libanesa per destruir les bases que feia ús l'Organització per l'Alliberament Palestí per a llençar atacs i míssils al nord d'Israel, donant inici a la Primera Guerra del Líban. Israel es retirà de la major part del Líban el 1986, però mantingué una zona de seguretat fins al 2000. La Primera Intifada, un aixecament palestí contra el govern israelià, esclatà el 1987. Durant els següents sis anys, més de mil persones foren mortes per la violència tant entre els palestins com entre els palestins i israelians. Durant la Guerra del Golf de 1991, Iraq llençà míssils contra Israel.
El 1992, Isaac Rabin es convertí en el primer ministre d'Israel, en una campanya en què el partit promogué un compromís amb els veïns d'Israel. L'any següent, Ximon Peres i Mahmud Abbas, representants d'Israel i l'OAP respectivament, signaren els Acords d'Oslo, que donaven a l'Autoritat Nacional Palestina el dret d'autonomia d'algunes regions de Cisjordània i la Banda de Gaza. El 1994, el Tracatat de pau entre Israel i Jordània se signà, fent de Jordània el segon país àrab a normalitzar relacions amb Israel.
El suport àrab als acords disminuí després de la Massacre de la Cova dels Patriarques i la continuació dels assentaments israelians i els punts de control, així com el deteriorament de les condicions econòmiques. El suport públic israelià als acords també disminuí després dels atacs suïcides palestins. El novembre de 1995, Isaac Rabin fou assassinat per un jueu d'extrema dreta que s'oposava als acords. A finals de la dècada de 1990, Israel, sota el llideratge de Benjamin Netanyahu es retirà d'Hebron, i signà el Memoràndum del Riu Wye que donava major control a l'Autoritat Nacional Palestina. Ehud Barak fou elegit primer ministre el 1999. Ordenà la retirada de les forces del sud del Líban i emprengué negociacions amb el líder de l'OAP, Yasser Arafat i el president nord-americà Bill clinton en la Cimera de Camp David de juliol del 2000. Durant la cimera, Barak oferí un pla per l'establiment d'un Estat palestí, però Yasser Arafat el rebutjà. Després del col·lapse de les negociacions, la Segona Intifiada començà, provocant la dimissió de Barak i la convocatòria de noves eleccions a primer ministre.

## Segle XXI

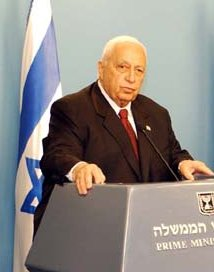
Primer ministre Ariel Xaron

Ariel Xaron fou elegit primer ministre en les eleccions especials del 2001. Durant el seu govern, Sharon complí el seu pla de retirada unilateral de la franja de Gaza, però també començà la construcció de la barrera isralieana a Cisjordània. Aquest mur ha estat condemnat per l'ONU i la major part de la comunitat internacional. La Cort Internacional de Justícia de La Haia assenyalà que "La construcció del mur per part d'Israel... en el territori palestí ocupat, inclòs el del voltant de Jerusalem Est... és contrària la llei internacional. Israel té l'obligació de desmantellar aquesta infraestructura... i fer reparació del dany causat..." en una resolució el 9 de juliol de 2004. El gener del 2006, després què Sharon sofrís un accident vascular cerebral sever, els poders del govern foren transferits a Ehud Olmert. El juliol del 2006, un atac d'Hesbol·là a una unitat militar israeliana que havia entrat a territori libanès passant la frontera nord d'Israel, que acabà amb la captura de dos soldats israelians en territori del Líban produí la Segona Guerra del Líban. Israel bombardejà el Líban, fet que provocà la mort de 1191 libanesos, la majoria civils i la destrucció de bona part la infraestructura civil i econòmica libanesa, amb el pretext de destruir l'estructura militar de la milicia xiita, que malgrat l'atac seguí llançant projectils de resposta contra ciutats israelianes i conservà les seves forces. Per part israeliana moriren 121 soldats i 43 civils. L'Exèrcit Israelià entrà per terra al Líban, on es dugueren a terme soldats entre les forces invasores i guerrillers libanesos, majoritàriament d'Hesbol·là, i també d'altres forces libaneses com el moviment Amal o el Partit Comunista del Líban. En els combats moriren 121 soldats de l'exèrcit israelià i una quantitat indeterminada de milicians libanesos. La guerra acabà amb la retirada de les forces israelianes sense haver assolit cap dels seus objectius, com reconegué el seu cap de l'estat major Dan Halutz o el general Udi Shani, en un revés que costaria diverses dimissions entre els màxims comandaments l'exèrcit hebreu. Acabà formalment el 8 de setembre de 2006 després que s'hagués declarat un alto el foc el 14 d'agost.
El 27 de novembre de 2007, el primer ministre Olmert i el president palestí Mahmud Abbas, acordaren reprendre les negociacions i lluitar per assolir un acord per a finals del 2008. L'abril de 2008, el president siri Baixar al-Àssad declarà que Síria i Israel havien negociat un tractat de pau amb Israel per un any, amb el suport de Turquia; Israel confirmà les declaracions el maig del 2008.
El desembre de 2008 es trencà l'alto el foc entre l'exèrcit d'Israel i les forces palestines de Hamas., després de mesos de bloqueig de la Franja de Gaza, seu del govern palestí d'Ismail Haniye, en no reconèixer Israel els resultats de les eleccions democràtiques legislatives palestines de 2006, que donaren la majoria a aquesta formació. Israel atacà llençant l'Operació Plom Fos amb una sèrie d'atacs aeris. El 3 de gener de 2009, les tropes israelianes entraren a Gaza en una ofensiva terrestre. El 17 de gener, Israel anuncià un alto el foc unilateral, amb la condició del cessament del llançament de coets des de Gaza, i es retirà els dies següents. Hamas anuncià després l'alto el foc, amb les seves condicions pròpies que incloïen la retirada completa de les tropes israelianes i l'obertura de les fronteres. L'ofensiva Israelianà provocà més de 1.400 morts palestins, la majoria (926) civils, i prop de 5000 ferits, morint-hi 13 soldats atacants israelians. L'ofensiva, en la qual es denuncià l'ús d'armes incendiàries i urani empobrit i el bombardeig d'infraestructures civils com universitats, escoles i hospitals, de forma voluntària, fou condemnada arreu del món, aixecant una àmplica onada de mobilitzacions. Nombroses organitzacions de drets humans. com Amnistia Internacional acusaren l'Estat hebreu de destruir 'gratuïtament' la franja de Gaza i d'utilitzar civils palestins com a escuts humans. Representants de la mateixa ONU, condemnaren l'atac i denunciaren el caràcter indiscriminat i il·legal de l'atac, qualificant-lo de "crim de guerra" i d'acte inhumà. l'ONU també denuncià les traves posades per Israel a la investigació dels crims de guerra.